# ريبيراو دو بينهال
ريبيراو دو بينهال (بالبرتغالية: Ribeirão do Pinhal‏)؛ بلدية في ولاية بارانا في المنطقة الجنوبية من البرازيل.